# Interlands Turks voetbalelftal 1930-1939
Deze pagina toont een chronologisch en gedetailleerd overzicht van de interlands die het Turks voetbalelftal heeft gespeeld in de periode 1930 – 1939.

## Interlands

### 1930
Geen interlands gespeeld.

### 1931
|                                                                        |                                                                  |       |                 |                                                                                  |
| 27 september Balkan Cup 1931 № 19 «onderlinge duels» 14:00 uur (UTC+2) | Bulgarije                                                        | 5 – 1 | Turkije         | Joenakstadion, Sofia Toeschouwers: 10.000 Scheidsrechter: Mihály Iváncsics (HUN) |
| 27 september Balkan Cup 1931 № 19 «onderlinge duels» 14:00 uur (UTC+2) | Mihail Lozanov 4' Asen Panchev 50', 76', 80' Velcho Stoyanov 56' |       | 31' Hakkı Yeten | Joenakstadion, Sofia Toeschouwers: 10.000 Scheidsrechter: Mihály Iváncsics (HUN) |

|                                                   |                                  |       |             |                                                                                 |
| 2 oktober Balkan Cup 1931 № 20 «onderlinge duels» | Turkije                          | 2 – 0 | Joegoslavië | Athletic Park, Sofia Toeschouwers: 4.000 Scheidsrechter: Mihály Iváncsics (HUN) |
| 2 oktober Balkan Cup 1931 № 20 «onderlinge duels» | Rebii Erkal 7' Fikret Arıcan 25' |       |             | Athletic Park, Sofia Toeschouwers: 4.000 Scheidsrechter: Mihály Iváncsics (HUN) |

### 1932
|                                                                      |                      |       |           |                                                                               |
| 17 april Vriendschappelijk № 21 «onderlinge duels» 16:00 uur (UTC+2) | Turkije              | 1 – 2 | Hongarije | Taksimstadion, Istanbul Toeschouwers: 10.000 Scheidsrechter: W.H. Allen (TUR) |
| 17 april Vriendschappelijk № 21 «onderlinge duels» 16:00 uur (UTC+2) | Selahattin Almay 55' |       | ?         | Taksimstadion, Istanbul Toeschouwers: 10.000 Scheidsrechter: W.H. Allen (TUR) |

|                                                                      |                      |       |           |                                                                              |
| 22 april Vriendschappelijk № 22 «onderlinge duels» 15:00 uur (UTC+2) | Turkije              | 1 – 4 | Hongarije | Taksimstadion, Istanbul Toeschouwers: 8.000 Scheidsrechter: W.H. Allen (TUR) |
| 22 april Vriendschappelijk № 22 «onderlinge duels» 15:00 uur (UTC+2) | Selahattin Almay 35' |       | ?         | Taksimstadion, Istanbul Toeschouwers: 8.000 Scheidsrechter: W.H. Allen (TUR) |

|                                                                        |                                      |       |                                                                |                                                                                   |
| 4 november Vriendschappelijk № 23 «onderlinge duels» 15:00 uur (UTC+2) | Turkije                              | 2 – 3 | Bulgarije                                                      | Taksimstadion, Istanbul Toeschouwers: 5.000 Scheidsrechter: Bora Vasiljević (YUG) |
| 4 november Vriendschappelijk № 23 «onderlinge duels» 15:00 uur (UTC+2) | Eşref Bilgiç 6' Selahattin Almay 52' |       | 55' Nikola Staykov 63' (pen.) Asen Peshev 81' Liubomir Angelov | Taksimstadion, Istanbul Toeschouwers: 5.000 Scheidsrechter: Bora Vasiljević (YUG) |

### 1933
Geen interlands gespeeld.

### 1934
Geen interlands gespeeld.

### 1935
Geen interlands gespeeld.

### 1936
|                                                                     |                                                  |       |                                                                         |                                                                                 |
| 12 juli Vriendschappelijk № 24 «onderlinge duels» 17:45 uur (UTC+2) | Turkije                                          | 3 – 3 | Joegoslavië                                                             | Taksimstadion, Istanbul Toeschouwers: 8.000 Scheidsrechter: Árpád Kamarás (HUN) |
| 12 juli Vriendschappelijk № 24 «onderlinge duels» 17:45 uur (UTC+2) | Şeref Görkey 4' Niyazi Sel 42' Fikret Arıcan 82' |       | 15' Blagoje Marjanović 35' Aleksandar Tomašević 76' Aleksandar Tirnanić | Taksimstadion, Istanbul Toeschouwers: 8.000 Scheidsrechter: Árpád Kamarás (HUN) |

| Olympische Spelen 1936 |
| ---------------------- |

|                                                                                       |                                                            |       |         |                                                                                   |
| 3 augustus Olympische Spelen Achtste finale № 25 «onderlinge duels» 17:30 uur (UTC+1) | Noorwegen                                                  | 4 – 0 | Turkije | Mommsenstadion, Berlijn Toeschouwers: 8.000 Scheidsrechter: Giuseppe Scarpi (ITA) |
| 3 augustus Olympische Spelen Achtste finale № 25 «onderlinge duels» 17:30 uur (UTC+1) | Alf Martinsen 30' (70) Arne Brustad 53' Reidar Kvammen 80' |       |         | Mommsenstadion, Berlijn Toeschouwers: 8.000 Scheidsrechter: Giuseppe Scarpi (ITA) |

|  |  |  |  |  |  |  |  |  |

### 1937
|                                                                        |                                                     |       |                   |                                                                                               |
| 1 augustus Vriendschappelijk № 26 «onderlinge duels» 17:00 uur (UTC+1) | Joegoslavië                                         | 3 – 1 | Turkije           | Stadion SK Jugoslavija, Belgrado Toeschouwers: 8.000 Scheidsrechter: Rinaldo Barlassina (ITA) |
| 1 augustus Vriendschappelijk № 26 «onderlinge duels» 17:00 uur (UTC+1) | Branko Pleše 4' August Lešnik 55' Vojin Božović 79' |       | 63' Rasih Minkari | Stadion SK Jugoslavija, Belgrado Toeschouwers: 8.000 Scheidsrechter: Rinaldo Barlassina (ITA) |

### 1938
Geen interlands gespeeld.

### 1939
Geen interlands gespeeld.
TFF · A-internationals · Selecties · Bondscoaches · Turks vrouwenelftal · Olympisch elftal · Turkije U21 · Turkije U20 · Turkije U19 · Turkije U18 · Turkije U17 · Turkije U16
1923 – 1929 · 
1930 – 1939 · 
1940 – 1949 · 
1950 – 1959 · 
1960 – 1969 · 
1970 – 1979 · 
1980 – 1989 · 
1990 – 1999 · 
2000 – 2009 · 
2010 – 2019 ·
2020 − 2029
EK 1996 · 
EK 2000 · 
EK 2008 · 
EK 2016 ·
EK 2020 ·
EK 2024 · WK 1954 · WK 2002 · OS 1924 · 
OS 1928 · 
OS 1936 · 
OS 1948 · 
OS 1952 · 
OS 1960
1923 · 
1924 · 
1925 · 
1926 · 
1927 · 
1928 · 
1929 · 1930 · 
1931 · 
1932 · 
1933 · 1934 · 1935 · 
1936 · 
1937 · 
1938 · 1939 · 1940 · 1941 · 1942 · 1943 · 1944 · 1945 · 1946 · 1947 · 
1948 · 
1949 · 
1950 · 
1952 · 
1952 · 
1953 · 
1954 · 
1955 · 
1956 · 
1957 · 
1958 · 
1959 · 
1960 · 
1961 · 
1962 · 
1963 · 
1964 · 
1965 · 
1966 · 
1967 · 
1968 · 
1969 · 
1970 · 
1971 · 
1972 · 
1973 · 
1974 · 
1975 · 
1976 · 
1977 · 
1978 · 
1979 · 
1980 · 
1981 · 
1982 · 
1983 · 
1984 · 
1985 · 
1986 · 
1987 · 
1988 · 
1989 · 
1990 · 
1991 · 
1992 · 
1993 · 
1994 · 
1995 · 
1996 · 
1997 · 
1998 · 
1999 · 
2000 · 
2001 · 
2002 · 
2003 · 
2004 · 
2005 · 
2006 · 
2007 · 
2008 · 
2009 · 
2010 · 
2011 · 
2012 · 
2013 · 
2014 · 
2015 ·
2016 ·
2017 ·
2018 ·
2019 ·
2020 ·
2021 ·
2022 ·
2023 ·
2024
Albanië ·
Algerije ·
Andorra ·
Angola ·
Armenië ·
Australië ·
Azerbeidzjan ·
België ·
Bosnië en Herzegovina ·
Brazilië ·
Bulgarije ·
Canada ·
Chili ·
China ·
Colombia ·
Costa Rica ·
DDR ·
Denemarken ·
Duitsland ·
Ecuador ·
Egypte ·
Engeland ·
Estland ·
Ethiopië ·
Faeröer ·
Finland ·
Frankrijk ·
Georgië ·
Ghana ·
Gibraltar ·
Griekenland ·
Guinee ·
Honduras ·
Hongarije ·
Ierland ·
IJsland ·
Irak ·
Iran ·
Israël ·
Italië ·
Ivoorkust ·
Japan ·
Joegoslavië ·
Kameroen ·
Kazachstan ·
Kosovo ·
Kroatië ·
Letland ·
Libanon ·
Libië ·
Liechtenstein ·
Litouwen ·
Luxemburg ·
Maleisië ·
Malta ·
Moldavië ·
Montenegro · 
Nederland ·
Nieuw-Zeeland ·
Noord-Ierland ·
Noord-Macedonië ·
Noorwegen ·
Oekraïne ·
Oezbekistan ·
Oostenrijk ·
Pakistan ·
Paraguay ·
Polen ·
Portugal ·
Qatar · 
Roemenië ·
Rusland ·
San Marino ·
Saoedi-Arabië ·
Schotland ·
Senegal ·
Servië ·
Slovenië · 
Slowakije ·
Sovjet-Unie ·
Spanje ·
Syrië ·
Tsjechië ·
Tsjecho-Slowakije ·
Tunesië ·
Uruguay ·
Verenigde Staten ·
Wales ·
Wit-Rusland ·
Zuid-Afrika ·
Zuid-Korea ·
Zweden ·
Zwitserland
Brazilië (2002, 1) · 
Costa Rica (2002) · 
Duitsland (2008) · 
Italië (2021) · 
Kroatië (2008) · 
Kroatië (2016) · 
Portugal (2008) · 
Spanje (2016) · 
Tsjechië (2008) · 
Wales (2021) · 
Zwitserland (2008) · 
Zwitserland (2021)
België · Bulgarije · Denemarken · Duitsland · Engeland · Estland · Finland · Frankrijk · Griekenland · Hongarije · Ierland · Israël · Italië · Joegoslavië · Letland · Litouwen · Luxemburg · Nederland · Noord-Ierland · Noorwegen · Oostenrijk · Polen · Portugal · Roemenië · Schotland · Spanje · Tsjecho-Slowakije · Turkije · Wales · Zweden · Zwitserland